# 栃木県立小山南高等学校
『栃木県立小山南高等学校』（とちぎけんりつおやまみなみこうとうがっこう）は、栃木県小山市間々田に所在する公立の高等学校。
略称は「小南（おなん）」。

## 設置学科
- 普通科
- スポーツ科
  - 栃木県立高校でスポーツ科が設置されているのは同校が唯一である。（私立を含めても同校と矢板中央高校の2校のみ。）

## 特色

### 沿革
- 1979年（昭和54年）：開校
- 1988年（昭和63年）：創立10周年記念式典挙行
- 1999年（平成11年）：創立20周年記念式典挙行
- 2009年（平成21年）：創立30周年記念式典挙行

### 指標
- 明るく　寛く　健やかに

### 教育目標
1. 誠実で判断力があり、自主的精神に充ちた、情操豊かな人間の育成を期する
2. 自他を敬愛し、勤労と責任を重んずる人間の育成を期する
3. 気力および体力の充実した、心身ともに健康な人間の育成を期する

## 著名な出身者
- つぶやきシロー - お笑い芸人
- 酒井若菜 - 女優・タレント
- 桜祐 - 声優・イラストレーター